# Johannes Proelss
Johannes Proelss (født 4. juli 1853 i Dresden, død 21. november 1911 i Kennenburg ved Esslingen) var en tysk forfatter. Han var søn af Robert Proelss.
Proelss var først boghandler, gik derpå over til journalistikken og var fra 1880—1889 knyttet til Frankfurter Zeitung, fra 1890—1903 til Gartenlaube. Foruden romaner og noveller har han skrevet den omfattende bog Joseph Victor Scheffels Leben und Dichten og Das junge Deutschland (1892), der giver interessante, på nøje kildestudium byggede skildringer af 1830-erne og 1840-ernes socialpolitiske digtning i Tyskland.